# Stroitel
Stroitel (Russisch: Строитель, letterlijk: 'bouwvakker') is een stad in de Russische oblast Belgorod. Stroitel is de hoofdplaats van het district Jakovlevski. De stad heeft rond de 26.000 inwoners (anno 2008), 8.000 meer dan tijdens de laatste officiële volkstelling van 2002.
Stroitel ligt op vijf kilometer van de Vorskla, een zijrivier van de Dnjepr, 21 kilometer ten noordnoordwesten van Belgorod.
De geschiedenis van Stroitel gaat terug tot 1958, toen er een nederzetting werd gesticht ten behoeve van werknemers van de Jakovlevskimijn. In 1960 mocht Stroitel het predicaat Nederzetting met stedelijk karakter dragen. In 2000 volgde de status van stad.
Bestuurlijk centrum: Belgorod 

Aleksejevka · Birjoetsj · Goebkin · Grajvoron · Korotsja · Novy Oskol · Sjebekino · Stary Oskol · Stroitel · Valoejki